# Trinotoperla yeoi
Trinotoperla yeoi är en bäcksländeart som beskrevs av Perkins 1958. Trinotoperla yeoi ingår i släktet Trinotoperla och familjen Gripopterygidae. Inga underarter finns listade i Catalogue of Life.